# Bundesstraße 243
De Bundesstraße 243 (ook wel B243) is een bundesstraße in de Duitse deelstaten Nedersaksen en Thüringen.
De B243 begint bij Hildesheim, verder via de steden Bockenem, Seesen, Osterode am Harz, Herzberg am Harz en Bad Lauterberg im Harz, om te eindigen in de aansluiting Großwechsungen (nabij Nordhausen). De B243 is ongeveer 113 km lang.

## Routebeschrijving
Nedersaksen
De B243 begint op de afrit Schützenwiese van de B1 in de stad Hildesheim en passeert de zuidelijke stadsdelen van Hildesheim met een rondweg. Dan loopt de weg langs Egenstedt en door Groß Düngen, Wesseln, Nette, langs Bönnien, door Bockenem waar de B243a aansluit, Bornum en Rhüden. Bij afrit Rhüden kruist ze de A7. De B243 loopt verder door Bornhausen naar Seesen waar de ze aansluit op de B248. De B243/B248 vormen samen de westelijke randweg van Seesen waar de toerit naar de A7 aansluit. Vervolgens sluit de B64 aan. De B248 slaat in het zuiden van Seesen weer af. Vervolgens passeert de B243 Münchehof bij de afrit Münchehof de 242 aansluit. Samen lopen ze naar de afrit Bad Grund waar de B242 weer afbuigt. De B243 loopt verder langs Gittelde en Osterode am Harz. Tussen afrit Osterode am Harz-Mitte en afrit Osterode am Harz-Süd loopt ze samen met de B241. Daarna passeert ze Hörden am Harz, komt men langs afrit Herzberg am Harz-Nord, waarna de weg door de stad Herzberg am Harz loopt en op een kruising aansluit op de B27. De B27/B243 lopen samen langs Barbis naar Bad Lauterberrg waar de B243 bij afrit Bad Lauterberg-West afslaat en langs Bad Sachsa loopt en de deelstaatgrens met Thüringen kruist.
Thüringen
De B243 passeert Mackenrode, Uffe en Günzenrode met een rondweg  en komt door Helme. Vanaf afrit Großwechsungen-Nord is de B243 weer een vierbaans autoweg die om het dorp Großwechsungen heen loopt. De B243  en sluit bij afrit Großwechsungen aan op de A38.
B1 · B3 · B3n · B4 · B5 · B6 · B6n · B27 · B51 · B61 · B64 · B65 · B68 · B69 · B70 · B71 · B72 · B73 · B74 · B74n · B75 · B79 · B80 · B82 · B83 · B188 · B190n · B191 · B195 · B207 · B209 · B210 · B211 · B212 · B213 · B214 · B215 · B216 · B217 · B218 · B238 · B239 · B240 · B241 · B242 · B243 · B243a · B244 · B245a · B247 · B248 · B322 · B401 · B402 · B403 · B404 · B408 · B431 · B433 · B434 · B435 · B436 · B437 · B438 · B439 · B440 · B441 · B442 · B443 · B444 · B445 · B446 · B447 · B461 · B475 · B482 · B490 · B493 · B494 · B495 · B496 · B497 · B524 · B530
B1 · B2 · B4 · B6 · B6n · B7 · B19 · B27 · B62 · B71 · B71n · B79 · B80 · B81 · B84 · B85 · B86 · B87 · B88 · B89 · B90 · B91 · B92 · B93 · B94 · B95 · B96 · B97 · B98 · B99 · B100 · B101 · B107 · B115 · B156 · B169 · B170 · B171 · B172 · B172a · B172b · B173 · B174 · B175 · B176 · B178 · B180 · B181 · B182 · B183 · B183a · B184 · B185 · B186 · B187 · B187a · B188 · B189 · B190 · B190n · B242 · B243 · B244 · B245 · B245a · B246 · B246a · B247 · B248 · B248a · B249 · B250 · B278 · B280 · B281 · B282 · B283 · B285